# 단벌신사
《단벌 신사》(Gentleman In His Only Suit)는 한국에서 제작된 김기풍 감독의 1968년 영화이다. 구봉서 등이 주연으로 출연하였고 주동진 등이 제작에 참여하였다.

## 출연

### 주연
- 구봉서
- 최지희
- 서영춘

### 조연
- 허장강
- 오경아
- 양훈
- 트위스트 김
- 남보원
- 장혁
- 송해
- 박시명

## 기타
- 제작부장: 황용갑
- 제작주임: 최윤호
- 조명: 손영철
- 스틸: 박철
- 조감독: 오덕환
- 미술: 이명수